# Arch Rivalry
L'Arch Rivalry (ufficialmente State Farm Arch Rivalry per questioni di sponsor) è una partita di college football tra gli Illinois Fighting Illini dell'Università dell'Illinois (Urbana-Champaign) e i Missouri Tigers dell'Università del Missouri.

## Descrizione
La sfida è particolare perché viene giocata da squadre che provengono da differenti conference: l'Illinois dalla Big Ten Conference e il Missouri dalla Big 12 Conference. La partita non viene giocata ogni anno, ma in tempi più recenti è stata giocata più frequentemente; è stata la gara di apertura della stagione per entrambe le squadre dal 2007 al 2010; dopo la stagione 2010, la serie di partite si fermerà almeno per i prossimi anni. Il Missouri sta vincendo la serie per 16-7.

## Storia
La sfida si è giocata per la prima volta a St. Louis nel 1896. Per la maggior parte delle volte la sfida è stata giocata al Memorial Stadium a Champaign e al Faurot Field a Columbia (Missouri). Dal 2002 le partite dell'Arch Rivalry si giocano a St. Louis all'Edward Jones Dome. Il Missouri ha vinto tutte le partite da quando si gioca di nuovo a St. Louis, ed è in vantaggio per 5 a 1 nelle partite giocate a Columbia; nelle partite giocate a Champaign, la serie è in pareggio sul 5-5.